# Alessandra Orselli
Alessandra Orselli (Firenze, 23 marzo 1950) è un'ex velocista italiana.

## Biografia
Nata nel 1950 a Firenze, nel 1971 ha preso parte agli Europei di Helsinki, uscendo in batteria con il tempo di 45"71 nella staffetta 4×100 m, arrivando 5ª, con Maddalena Grassano, Cecilia Molinari e Laura Nappi. 
A 22 anni ha partecipato ai Giochi olimpici di Monaco di Baviera 1972, nella staffetta 4×100 m con Maddalena Grassano, Cecilia Molinari e Laura Nappi, chiudendo 5ª in semifinale con il tempo di 44"62.
È stata campionessa italiana indoor nei 200 m piani nel 1971, con il tempo di 25"4, e nei 400 m piani nel 1972 e 1975, con i crono rispettivamente di 56"3 e 56"5.

## Palmarès
| Anno | Manifestazione  | Sede              | Evento            | Risultato  | Prestazione | Note |
| ---- | --------------- | ----------------- | ----------------- | ---------- | ----------- | ---- |
| 1971 | Europei         | Helsinki          | Staffetta 4×100 m | Batteria   | 45"71       |      |
| 1972 | Giochi olimpici | Monaco di Baviera | Staffetta 4×100 m | Semifinale | 44"62       |      |

## Campionati nazionali
- 1 volta campionessa nazionale nei 200 m piani indoor (1971)
- 2 volte campionessa nazionale nei 400 m piani indoor (1972, 1975)

1971
- Oro ai Campionati nazionali italiani indoor, 200 m piani - 25"4

1972
- Oro ai Campionati nazionali italiani indoor, 400 m piani - 56"3

1975
- Oro ai Campionati nazionali italiani indoor, 400 m piani - 56"5